# Cerkiew Narodzenia Matki Bożej w Bereściu
Cerkiew Narodzenia Matki Bożej – unicka, a następnie prawosławna cerkiew w Bereściu, zniszczona po II wojnie światowej.
Unicka cerkiew w Bereściu powstała w XVII w. (dokładna data jej utworzenia nie została ustalona). W 1759 w miejscowości działała drewniana cerkiew Narodzenia Najświętszej Maryi Panny, pozostająca pod patronatem szlacheckim. W 1840 uczęszczało do niej 493 parafian.
W 1875, w ramach likwidacji unickiej diecezji chełmskiej, parafia w Bereściu została przymusowo przyłączona do prawosławnej eparchii warszawskiej Rosyjskiego Kościoła Prawosławnego. Prawosławna parafia nadal korzystała z pounickiej cerkwi, nowej budowli sakralnej we wsi nie wzniesiono.
W 1915 wierni prawosławni z Bereścia udali się na bieżeństwo, przez co cerkiew została porzucona. Do użytku liturgicznego przywrócono ją w 1919, za zgodą władz niepodległej Polski, które wystawiły jednemu z prawosławnych duchownych stosowną delegację. Budowla została uszkodzona w toku działań I wojny światowej, jednak starostwo powiatowe uznało, że powstałe szkody nie uniemożliwiają korzystania z obiektu, ponadto miejscowi katolicy zadeklarowali pomoc w remoncie cerkwi. W 1924 cerkiew w Bereściu była już świątynią parafii należącej do dekanatu hrubieszowskiego i liczącej 4434 wiernych, zaś w 1939 – 4750 wiernych. W 1926 do świątyni przeniesiono utensylia z zamkniętej cerkwi w Zaborcach.
Po wysiedleniach prawosławnej ludności ukraińskiej z Chełmszczyzny cerkiew w Bereściu została opuszczona i po II wojnie światowej rozebrana.